# 西鉄築港線の電気機関車
西鉄築港線の電気機関車（にしてつちくこうせんのでんききかんしゃ）では、西日本鉄道（西鉄）福岡市内線の一路線である築港線で使用された電気機関車および貨物電車（電動貨車）について記述する。

## 概要
築港線は国鉄吉塚駅と博多港の間で貨物輸送を行うことを目的として敷設された路線で、同線内で貨車を牽引するための電動貨車および電気機関車を西鉄が自社で保有していた（貨車は国鉄から直通していた）。
博多電気軌道の路線として開業した際に1 - 3までの3両が製造され、以後、車種に関係なく、導入された順に4 - 9までの番号が付けられた。西鉄成立後の1945年（昭和20年）5月30日に実施された改番で5両あった電気機関車は1001 - 1005、4両あった電動貨車は1011 - 1014の番号が付けられた。
築港線は国鉄貨車を通すため1,067mm軌間であり、これらの電動貨車・電気機関車も1,067mm軌間用で、貨車を牽引するため自動連結器を装備していた。運行は貨車の前後に電動貨車・電気機関車を連結するプッシュプル方式であった。
電動貨車についてはのちに車種変更届出のうえ、電気機関車としている。

## 電動貨車（→電気機関車）
電動貨車は開業時に製造された1 - 3と、1941年（昭和16年）に増備された9の計4両が在籍した。
1 - 3は博多電気軌道が築港線の開業に合わせて製造した1911年（明治44年）日本車輌製の木造2軸電動貨車。車体は丸屋根で、側面中央部に開口部を設け、開口部の両側に窓を1枚ずつ配している。前面は3枚窓で、前面窓下に前照灯を設けている。台車はブリル21Eである。
9は1941年（昭和16年）に汽車会社から譲り受けた木造2軸電動貨車で、1930年（昭和5年）汽車会社製。原発注者は余市電鉄→（余市臨港軌道）であるが、電化断念でストックされていたもの。譲受当時、1 - 3のほかに電気機関車の4 - 8（後述）が在籍していたため、その後に続く9の番号が付された。車体は1 - 3に比べ少し寸法が大きく、側面中央部に開口部を設け、運転台の横に窓を1枚ずつ配している。前面は3枚窓で、前面窓下に前照灯を設けている。台車は担いバネ支持方式である。
1945年の改番により1 - 3・9→1011 - 1014となった。1954年（昭和29年）、他の福岡市内線電車と同時期に集電装置をトロリーポールからパンタグラフに変更したのち、1955年（昭和30年）には空気ブレーキを装備し、同年3月7日付で電気機関車に車種変更している（このときは番号は変更せず）。
その後、1013は1956年（昭和31年）11月10日付で廃車となった。1011・1012・1014は当時増備を進めていた1000形連接車と番号が重複するため1957年（昭和32年）4月1日付で801 - 803に改番され、1961年（昭和36年）2月11日に築港線が休止になるまで使用されたが、路線休止に伴い運用離脱し同年4月20日付で廃車となった。
築港線休止の時点での車体塗装は藍色であった。

### 主要諸元
1 - 3→1011・1013→801・802
- 最大寸法（全長×全幅×全高）：5,772mm×2,210mm×4,100mm
- 自重：7.7t
- 電動機
  - 出力：33.6kW×2
  - 歯車比：19:97
- 固定軸距：1,778mm

9→1014→803
- 最大寸法（全長×全幅×全高）：6,800mm×2,360mm×4,100mm
- 自重：8.5t
- 電動機
  - 出力：45.0kW×2
  - 歯車比：14:63
- 固定軸距：2,400mm

## 電気機関車
電気機関車は1933年（昭和8年）から1939年（昭和14年）にかけて計5両が導入された。いずれも全鋼製2軸凸形電気機関車で、鉱山用の電気機関車に類似する形状であった。当初は電動貨車1 - 3の後に続く4 - 8の番号が付されたが、1945年の改番により1001 - 1005となっている。
1001・1002（旧4・5）は1923年（大正12年）安川電機・枝光鉄工所製だが設計認可は1933年1月27日。もとは北筑線が西新－姪浜間で行っていた石炭輸送などに用いていた機関車であるが、北九州鉄道に路線を売却した際に引き渡さず保管していた機関車を入籍させたものである。1003・1004（旧6・7）は1936年（昭和11年）日本鉄道自動車製の自社発注機で設計認可は同年8月6日である。1005（旧8）は1927年（昭和2年）日立製作所製、秋保電鉄2号機を譲り受けたもので設計認可は1939年3月28日である。
戦後の輸送量減少により1001 - 1003・1005が1950年（昭和25年）7月31日付で、1004が翌1951年（昭和26年）10月10日付で廃車となった。

### 主要諸元
1001・1002
- 最大寸法（全長×全幅×全高）：5,896mm×2,057mm×3,226mm
- 自重：5.6t
- 電動機
  - 出力：22.4kW×2
  - 歯車比：14:67
- 固定軸距：1,829mm

1003・1004
- 最大寸法（全長×全幅×全高）：6,390mm×1,828mm×3,610mm
- 自重：10.0t
- 電動機
  - 出力：37.3kW×2
  - 歯車比：18:68
- 固定軸距：1,981mm

1005
- 最大寸法（全長×全幅×全高）：3,958mm×1,766mm×2,896mm
- 自重：10.0t
- 電動機
  - 出力：22.4kW×2
  - 歯車比：14:69
- 固定軸距：1,677mm